# Inside Dave Van Ronk
Inside Dave Van Ronk è un album discografico del cantante folk statunitense Dave Van Ronk pubblicato nel 1964.

## Il disco
L'album venne registrato nell'aprile 1962 durante le stesse sessioni che produssero Dave Van Ronk, Folksinger. Entrambi i dischi sarebbero poi stati riuniti insieme nella raccolta pubblicata dalla Fantasy Records nel 1989, Inside Dave Van Ronk. Si tratta di un album di brani tradizionali interpretati da Van Ronk in solitaria principalmente alla chitarra acustica.

### Copertina
L'iconica foto di copertina dell'LP, che mostra Van Ronk appoggiato allo stipite di una porta mentre un gatto fa capolino sulla destra dall'interno del locale, venne scattata da Don Schlitten, davanti al McSorley's Old Ale House nell'East Village (15 East 7th Street), ed è stata di ispirazione ai fratelli Coen per il film A proposito di Davis, liberamente ispirato alla figura di Dave Van Ronk.

## Tracce
1. House Carpenter (Traditional) – 3:30
2. The Cruel Ship's Captain (Traditional) – 1:55
3. Sprig of Thyme (Traditional) – 2:35
4. Talking Cancer Blues (Rhodes) – 1:45
5. I Buyed Me a Little Dog (Traditional) – 3:59
6. Lady Gay (Traditional) – 3:40
7. Fair and Tender Ladies (Traditional) – 5:40
8. Brian O'Lynne (Traditional) – 1:15
9. Shanty Man's Life (Traditional) – 3:20
10. Silver Dagger (Traditional) – 2:20
11. Kentucky Moonshiner (Traditional) – 2:35
12. He Never Came Back (Traditional) – 2:10

## Formazione
- Dave Van Ronk - voce, chitarra acustica a 6 e 12 corde, dulcimer, banjo, autoharp, armonica a bocca